# 신춘호
신춘호(辛春浩, 1930년 12월 1일~2021년 3월 27일)는 대한민국의 기업인으로 농심그룹을 창립하였으며 초대 회장을 지냈다. 흔히 '라면왕'이라고 불릴 정도로 대한민국 라면산업 발전에 크게 기여하였다. 울산 출신이며, 롯데그룹의 창업주 신격호의 동생이다. 1965년 롯데공업을 창업하여 대표가 되고 1978년 농심으로 사명을 아예 변경, 1992년 10월 농심그룹의 회장이 되었다. 2021년 3월 27일 3시 38분에 지병으로 사망하였다.

## 학력
- 경남중학교 졸업
- 동아고등학교 졸업
- 동아대학교 법학 학사
- 동아대학교 경영대학원 MBA
- 연세대학교 경영대학원

## 경력
- 1958년 ~ 1961년: 롯데 부사장
- 1962년: 일본 롯데 이사
- 1965년: 롯데공업(주) 사장
- 1978년: (주)농심 사장
- 1992년: 농심그룹 회장, 한국산업기술진흥협회 비상임부회장
- 1994년: 한국경영자총협회 부회장, 국가경영전략연구원 이사

## 수상
- 철탑산업훈장

## 가족 관계
- 형: 신격호(1921년~2020년) - 롯데그룹 명예회장
- 형: 신철호(1923년~1999년)
- 여동생: 신정희 - 동화면세점 대표
- 매부: 김기병 - 롯데관광 회장[1]
- 동생: 신선호
- 동생: 신준호(1941년~)
- 장녀: 신현주 - 농심기획 부회장
- 사위: 박재준 - 전 조양상선그룹 부회장
- 장남: 신동원 - 농심홀딩스의 이사, 농심의 대표이사 부회장
- 차남: 신동윤 - 율촌화학 부회장
- 자부: 김희선
- 삼남: 신동익 - 메가마트 부회장
- 자부: 노재경
- 차녀: 신윤경
- 사위: 서경배 - 아모레퍼시픽그룹 회장

## 같이 보기
- 농심그룹
- 롯데그룹
- 신격호
- 신준호
- 신정희
- 동화면세점
- 푸르밀